# Jak Alnwick
Pour les articles homonymes, voir Alnwick.
Jak Alnwick, né le 17 juin 1993 à Hexham, est un footballeur international anglais qui évolue au poste de gardien de but à Cardiff City.

## Carrière

### En club
Formé à Newcastle United, Jak Alnwick va connaître un début de carrière fait de prêts (Gateshead et Bradford City).
Le 6 décembre 2014, il fait ses débuts pour Newcastle.
Le 6 août 2015, il rejoint Port Vale.
Le 30 janvier 2017, il rejoint les Rangers.

### Vie personnelle
Il est le frère de Ben Alnwick.